# General Motors Building
El General Motors Building es un rascacielos de oficinas situado en el 767 de la Quinta Avenida de Manhattan, Nueva York que tiene cincuenta plantas y 215 metros de altura. El edificio, que está rodeado por la Quinta Avenida, Madison Avenue y las calles 59 y 58, es uno de los pocos de Manhattan que ocupan una manzana entera. Con 160 000 m² de oficinas, la torre se sitúa en la parcela del antiguo Savoy-Plaza Hotel y ofrece excelentes vistas de Central Park. Fue diseñado en Estilo Internacional por Edward Durell Stone & Associates junto con Emery Roth & Sons y su construcción finalizó en 1968.
Actualmente es propiedad de un consorcio de Boston Properties, Zhang Xin y la familia de banqueros Safra. El General Motors Building sigue siendo uno de los edificios de oficinas más prestigiosos y caros de Nueva York. Los alquileres suelen superar los mil dólares al metro cuadrado. En una transacción de 2013 entre dueños minoritarios se valoró el edificio en unos 3400 millones de dólares.

## Historia

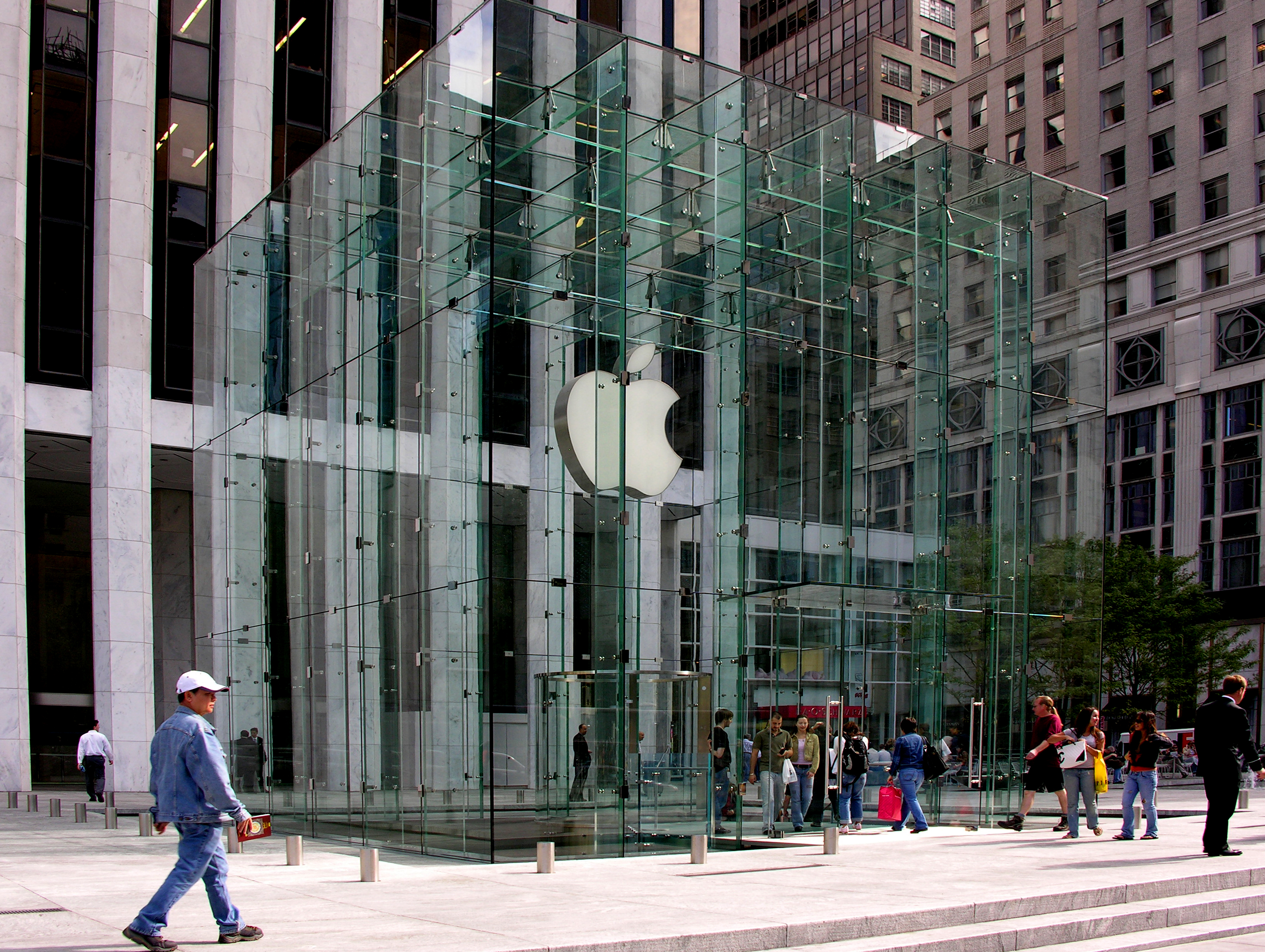
El cubo de cristal del Apple Store en la base del edificio.

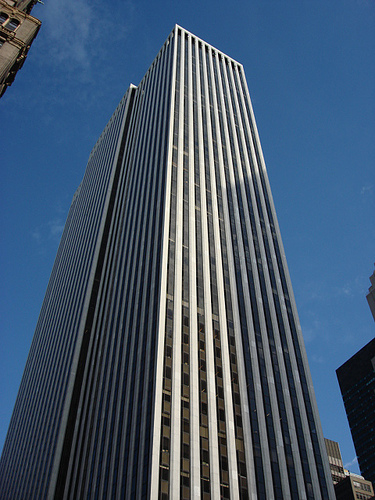
Desde la Calle 59.

El edificio fue construido y promovido por Cecilia Benattar, presidenta y directora ejecutiva de los negocios en América del Norte del gran holding británico London Merchant Securities PLC. Benattar era conocida como la mujer más dura y elegante en los negocios inmobiliarios.

### Diseño
Su diseño se finalizó el mismo año en el que se inauguró la Feria Mundial de Nueva York de 1964. La construcción empezó en 1965, tras la demolición del Savoy-Plaza, y se completó en 1968.
La fachada expresa verticalidad ininterrumpida en mármol blanco brillante de Georgia y cristal. Los dos estudios de arquitectura diseñaron numerosos rascacielos que contribuyeron en buena medida al tejido urbano de Manhattan; sin embargo, este edificio ha sido más atractivo para los inversores inmobiliarios y las empresas que para los críticos de arquitectura. Tanto Paul Goldberger como Ada Louise Huxtable escribieron críticas negativas del edificio e incluso la primera edición de la AIA Guide to New York City (1968), aunque era una apología descarada de la arquitectura moderna y el estilo internacional, afirmó que "Las protestas sobre el nuevo gigante se basaron, no en la arquitectura, sino, más bien, primero en la pérdida de las elegantes tiendas del hotel en favor de la industria automotriz (una exposición de automóviles es particularmente irritante en un lugar de Nueva York que debería honrar al peatón)."

### Después de General Motors
En 1998, Conseco y Donald Trump compraron el General Motors Building por 878 millones de dólares. Trump elevó la controvertida plaza hundida, por la que pasaban pocos peatones y había sido criticada por Huxtable, e instaló su nombre con letras doradas de un metro de altura.
En el edificio se grabó el programa de televisión The Early Show de CBS entre 1999 y 2012.
En 2003, Trump y sus socios vendieron el edificio a Macklowe Organization por 1400 millones de dólares, por entonces el mayor precio pagado por un edificio de oficinas en Estados Unidos.
En febrero de 2008, debido a una crisis de crédito entre los prestamistas, la Macklowe Organization puso a la venta el General Motors Building. Se vendió en mayo por un precio estimado de 2800 millones de dólares a un consorcio de Boston Properties, Goldman Sachs Real Estate Opportunities Fund (respaldado por fondos de Kuwait y Catar), y Meraas Capital (una inmobiliaria privada con sede en Dubái). Fue la mayor transacción de un solo bien de 2008.
Su vestíbulo albergaba originalmente una exposición de vehículos de General Motors. Posteriormente, hasta 2015, el vestíbulo albergaba la tienda principal de juguetes de FAO Schwarz, que apareció en la película Big y ganó un premio por su iluminación en 2005.
También en el edificio está el Apple Store, cuya entrada es un cubo de cristal de diez metros de lado que se ha comparado con la Pirámide del Museo del Louvre y que permite descender a la tienda mediante un ascensor y una escalera espiral. Este cubo fue diseñado por Apple y el estudio de Bohlin Cywinski Jackson. Otros inquilinos importantes del General Motors Building son Estée Lauder Companies, Corning Incorporated, la empresa de entretenimiento y medios de comunicación IMG, el fondo de cobertura York Capital Management, el holding Icahn Enterprises y el bufete de Weil, Gotshal & Manges.